# (2583) Fatyanov
(2583) Fatyanov est un astéroïde de la ceinture principale.

## Description
(2583) Fatyanov est un astéroïde de la ceinture principale. Il fut découvert le 3 décembre 1975 à Naoutchnyï par Tamara Smirnova. Il présente une orbite caractérisée par un demi-grand axe de 2,25 UA, une excentricité de 0,21 et une inclinaison de 6,9° par rapport à l'écliptique.

## Compléments